# Étrabonne
Étrabonne är en kommun i departementet Doubs i regionen Bourgogne-Franche-Comté i östra Frankrike. Kommunen ligger i kantonen Audeux som tillhör arrondissementet Besançon. År 2022 hade Étrabonne 184 invånare.

## Befolkningsutveckling
Antalet invånare i kommunen Étrabonne
Referens:INSEE